# Alexander Ernst Fesca
Alexander Ernst Fesca (Karlsruhe, 22 mei 1820 – Braunschweig, 22 februari 1849) was een Duits componist en pianist.

## Biografie
Alexander Ernst Fesca was een zoon van de componist Friedrich Ernst Fesca (1789-1826). Hij kreeg zijn eerste muzieklessen van zijn vader en debuteerde als pianist op elfjarige leeftijd in zijn geboortestad Karlsruhe. Toen hij veertien was ging hij studeren aan de Königliche Akademie der Künste in Berlijn.
In 1838 keerde hij terug naar Karlsruhe en maakte er de eerste uitvoering van zijn operette Mariette mee. In 1841 volgde de succesvolle opera Die Franzosen in Spanien. Vorst Egon von Fürstenberg stelde hem daarna aan als kamervirtuoos. Het volgende jaar vestigde hij zich in Braunschweig. Daar werd in 1847 zijn grote heroïsch-romantische opera Der Troubadour opgevoerd in het Hoftheater.
Fesca is echter vooral bekend gebleven door zijn salon- en pianomuziek; hij schreef onder meer drie strijkkwartetten, zes trio's voor klavier en strijkinstrumenten, duo's voor klavier en viool, en fantasieën, rondo's en dergelijke voor pianoforte.
Fesca stierf in Braunschweig op de leeftijd van achtentwintig jaar aan een longaandoening. Hij heeft in zijn korte leven ongeveer zestig composities met opusnummer geschreven, vooral piano- en kamermuziek.

## Werken (selectie)
- Mariette, operette (1838)
- Die Franzosen in Spanien, opera (1841)
- Der Troubadour, opera (1847)
- Ulrich von Hutten, opera (onvoltooid)
- Klaviertrio's nr. 1 (op. 11), 2 (op. 12), 3 (op. 23), 4 (op. 31), 5 (op. 46), 6 (op. 54)
- Klaviersextet op. 8
- Septet nr.1 (op. 26), 2 (op. 28)
- Vijf liederen van Heinrich Schütz met pianobegeleiding (op. 13)
- Fantasie op thema's uit de opera Don Giovanni van Wolfgang Amadeus Mozart (op. 43)
- Fantasie op thema's uit de opera Der Freischütz van Carl Maria von Weber (op. 50)
- Le dernier soupir, Fantasie (op. 58)
- Espérance, adagio (op. 24)

## Discografie
Er is niet veel werk van Alexander Fesca op plaat of cd verschenen.
- In 1985 bracht het Franse label Auvidis een LP uit met het septet nr. 1 op. 26 door "Le Sinfonietta", musici van het Orchestre régional de Picardie o.l.v. Alexandre Myrat
- Het Linos Ensemble bracht in 2001 op cpo een cd uit met de twee klavierseptetten op. 26 en op. 28
- Het Paian Trio bracht in 2014 op cpo een cd uit met de pianotrio's 2 op. 12 en 5 op. 46